# Portret Algernona Charlesa Swinburne’a (obraz Dantego Gabriela Rossettiego)
Portret Algernona Charlesa Swinburne’a – podobizna angielskiego poety, dramaturga i eseisty Algernona Charlesa Swinburne’a wykonana przez jego przyjaciela, malarza i poetę Dantego Gabriela Rossettiego w 1861 lub 1862. Obraz sygnowany monogramem artysty i datą u góry po prawej: "DGR 1861"
Obraz przedstawia rudowłosego mężczyznę z bujną czupryną z głową lekko uniesioną i zwróconą w prawo, w granatowym ubraniu na zielonym tle. Został wykonany techniką mieszaną na bazie akwareli. Powstał jako dodatek do portretu Roberta Browninga. Swinburne znał się z Rossettim od czasów studiów w Oksfordzie, przyjaźnił się też z jego siostrą, Christiną. Śmierć Rossettiego Swinburne uczcił sonetem A Death on Easter Day.